# Abkommen zur Regelung von Fragen des internationalen Privatrechts
Das Abkommen zur Regelung von Fragen des internationalen Privatrechts vom 14. November 1896 wurde auf der Haager Konferenz für Internationales Privatrecht beschlossen.
Es schuf Regelungen für zivilrechtliche Auseinandersetzungen zwischen Angehörigen verschiedener Vertragsstaaten.
Auch eine Regelung für die Prozesskostenhilfe war bestimmt: „Das Armuthszeugniß oder die Erklärung des Unvermögens zur Bestreitung der Prozeßkosten muß in allen Fällen von den Behörden des gewöhnlichen Aufenthaltsorts des Ausländers, oder in Ermangelung eines solchen, von den Behörden seines derzeitigen Aufenthaltsorts ausgestellt oder entgegengenommen sein.“